# Марион (округ, Западная Виргиния)
Округ Марион (англ. Marion County) располагается в США, штате Западная Виргиния. Официально образован 14 января 1842 года. По данным 2010 года численность населения составляла 56 678 человека. Получил своё название в честь американского политического и военного деятеля, участника Войны за независимость США Фрэнсиса Мэриона.

## География
По данным Бюро переписи США, общая площадь округа равняется 808 км², из которых 800 км² — это суша и 7,3 км² или 0,3 % — водоёмы.

### Соседние округа
- Мононгейлия (Западная Виргиния) — север
- Тейлор (Западная Виргиния) — юго-восток
- Гаррисон (Западная Виргиния) — юг
- Уэтзел (Западная Виргиния) — запад

## Демография
По данным переписи населения 2000 года в округе проживает 56 598 жителей в составе 23 652 домашних хозяйств и 15 515 семей. Плотность населения составляет 71 человек на км². На территории округа насчитывается 26 660 жилых строений, при плотности застройки 33 строения на км². Расовый состав населения: белые — 95,1 %, афроамериканцы — 3,22 %, коренные американцы (индейцы) — 0,2 %, азиаты — 0,41 %, гавайцы — 0,01 %, представители других рас — 0,13 %, представители двух или более рас — 0,93 %. Испаноязычные составляли 0,7 % населения независимо от расы.
В составе 26 % из общего числа домашних хозяйств проживают дети в возрасте до 18 лет, 51,4 % домашних хозяйств представляют собой супружеские пары проживающие вместе, 10,7 % домашних хозяйств представляют собой одиноких женщин без супруга, 34,4 % домашних хозяйств не имеют отношения к семьям, 28,9 % домашних хозяйств состоят из одного человека, 13,9 % домашних хозяйств состоят из престарелых (65 лет и старше), проживающих в одиночестве. Средний размер домашнего хозяйства составляет 2,34 человека, и средний размер семьи 2,88 человека.
Возрастной состав округа: 20,6 % моложе 18 лет, 10,5 % от 18 до 24, 26,4 % от 25 до 44, 24,7 % от 45 до 64 и 17,8 % от 65 и старше. Средний возраст жителя округа 40 лет. На каждые 100 женщин приходится 90,6 мужчин. На каждые 100 женщин старше 18 лет приходится 87,3 мужчин.
Средний доход на домохозяйство в округе составлял 21 626 USD, на семью — 37 182 USD. Среднестатистический заработок мужчины был 29 005 USD против 21 100 USD для женщины. Доход на душу населения был 16 246 USD. Около 11,7 % семей и 16,3 % общего населения находились ниже черты бедности, в том числе — 21,3 % молодёжи (тех кому ещё не исполнилось 18 лет) и 8,7 % тех кому было уже больше 65 лет.